# Haematospiza
Haematospiza là một chi chim trong họ Fringillidae.